# Strasburg (Virgínia)
Strasburg é uma cidade  localizada no estado norte-americano de Virginia, no Condado de Shenandoah.

## Demografia
Segundo o censo norte-americano de 2000, a sua população era de 4017 habitantes.
Em 2006, foi estimada uma população de 4308, um aumento de 291 (7.2%).

## Geografia
De acordo com o United States Census Bureau tem uma área de
8,3 km², dos quais 8,2 km² cobertos por terra e 0,1 km² cobertos por água. Strasburg localiza-se a aproximadamente 174 m acima do nível do mar.

## Localidades na vizinhança
O diagrama seguinte representa as localidades num raio de 20 km ao redor de Strasburg.